# Dmitri Tarasov
Dmitri Tarasov (Moscou, 18 de março de 1987), é um futebolista Russo que atua como meio-campo.

## Títulos
Lokomotiv Moscou
- Copa da Rússia: 2016–17
- Campeonato Russo: 2017–18